# 924.
◄ | 9. stoljeće | 10. stoljeće | 11. stoljeće | ►
◄ | 890-ih | 900-ih | 910-ih | 920-ih | 930-ih | 940-ih | 950-ih | ►
◄◄ | ◄ | 921. | 922. | 923. | 924. | 925. | 926. | 927. | ► | ►►
Astronomija • Književnost • Kršćanstvo • Pravo • Promet

## Smrti
- Eduard I. Stariji, anglosaski kralj

## Vanjske poveznice
|  | Zajednički poslužitelj ima još gradiva o temi 924. |